# Jesús Nader Nasrallah
Jesús Antonio Nader Nasrallah (Tampico, Tamaulipas; 21 de enero de 1959) es un empresario y político mexicano militante del Partido Acción Nacional. Se ha desempeñado como Diputación Federal por el Distrito VIII de Tamaulipasy Presidente Municipal de Tampico. Actualmente,ejerce como  Diputado Federal del Distrito VIII de Tamaulipas.

## Biografía
Jesús Nader Nasrallah  nació en Tampico el 21 de enero de 1959, estudio su licenciatura en el Instituto de Estudios Superiores de Tamaulipas. Se casó con Aída Feres con quien tuvo dos hijos,  Aída (fallecida en 2019) y Jesús Antonio. 
Carrera Política
En 2003 contenido en las Elecciones federales de México de 2003, a la Diputación Federal por el Distrito VIII de Tamaulipas, obteniendo la victoria y desempeñándose como tal de 2003 a 2006.
En 2004 fue candidato a la Presidencia Municipal de Tampico,  en la cual obtuvo la derrota contra Fernando Azcárraga López, quien buscaba dicho puesto por segunda ocasión. En 2007 contenido nuevamente a dicho cargo obtenido nuevamente la derrota contra Oscar Pérez Inguanzo.
Ha ocupado distintos  puestos como el de Delegado del IMSS en el estado de Tamaulipas, y durante el gobierno de Francisco García Cabeza de Vaca fungió como Secretario de Administración de Tamaulipas de 2016 a 2018.
En 2018 fue nuevamente candidato a la Alcaldía de Tampico,  y tras dos intentos fallidos en las Elecciones estatale de ese mismo año vence a Magdalena Peraza Guerra para convertirse en alcalde. Finalmente el 1 de octubre de 2018 tomó posesión junto a otros siete secretarios que había sido elegidos en una terna, días antes había adelantado los nombres de los secretario de su gabinete.
En abril de 2021 pidió licencia como  Presidente Municipal de Tampico para buscar su reelección en las Elecciones del 6 de junio de ese mismo año, y nombró como su sucesor a Iñigo Fernández.
En las  Elecciones Estatales del 6 de junio, se lanzó nuevamente por la  Presidencia Municipal de Tampico en búsqueda de su reelección, donde se enfrentó a Olga Sosa, candidata de la coalición Juntos Hacemos Historia, conformada por Morena y el PT, Paloma Guillén,  candidata del Partido Revolucionario Institucional, (quienes también fueron diputadas federales por el Distrito VIII de Tamaulipas de 2018-2021 y 2015-2018 respectivamente) y seis candidatos más, obteniendo la victoria para ejercer nuevamente dicho puesto.
Nader es el primer alcalde Tampiqueño en ser reelecto, se convirtió en el primer candidato del Partido Acción Nacional en obtener un triunfo consecutivo en dicho municipio para la Presidencia Municipal, el cuarto alcalde en tener dos mandatos, después de Magdalena Peraza Guerra, Fernando Azcárraga López y Fernando San Pedro Salem y el segundo alcalde en ser electo nuevamente por el mismo partido después de Azcárraga López.
El 7 de noviembre de 2021 anunció públicamente su interés por buscar la candidatura del PAN a la gobernatura de Tamaulipas en el proceso electoral de 2022. Sin embargo el 14 de enero de 2022 la coalición Va por Tamaulipas designó a César Verástegui Ostos como su candidato.
El 19 de enero de 2024 Nader se registró ante la Comisión de Procesos Electorales del Partido Acción Nacional (PAN) en Ciudad de México como aspirante a la candidatura por la diputación federal por el distrito 08 de Tamaulipas, que comprende Tampico y Ciudad Madero.
El tampiqueño se volvió candidato por la coalición Fuerza y corazón por México y ganaría la diputación durante las Elecciones Federales de 2024. 
Obtuvo una votación de 125 mil 174 en el distrito federal 08. Luego de que las autoridades del INE finalizaron el cómputo de los sufragios.